# セフォタキシム
セフォタキシムは多数の細菌感染症の治療に用いられる抗生物質である。具体的には化膿性関節炎、骨盤腹膜炎、髄膜炎、肺炎、尿路感染症、敗血症、淋病、蜂巣炎の治療に用いられる。投与法は静脈点滴または筋肉注射である。
よくある副作用は吐き気、アレルギー反応、穿刺による腫れである。その他の副作用はクロストリジウム･ディフィシル腸炎である。過去にペニシリンによりアナフィラキシーを起こした経験がある患者への投与は勧められない。妊娠中や授乳期の患者への投与は比較的安全とされる。セフォタキシムは第三世代セファロスポリンに分類される医薬品であり、その作用は細胞壁の合成を阻害することで効果がある。
セフォタキシムが発見されたのは1976年であり、医薬品として売られ始めたのは1980年からである。世界保健機関の必須医薬品リストに掲載されており、最も効果的で安全な医療制度に必要な医薬品である。後発医薬品として入手できる。開発途上国での卸値は1投与約$0.23～$4.70米ドルである。米国での一貫の治療にかかる費用は$100～$200米ドルである。